# دی مسترپیس
دی مسترپیس (انگلیسی: The Masterpiece) ساختمان اداری ۶۴ طبقه مستقر در تسیم شا تسوی، کاولون، هنگ کنگ است، که در سال ۲۰۰۹ احداث گردید.